# Корпус морських фузілерів Бразилії

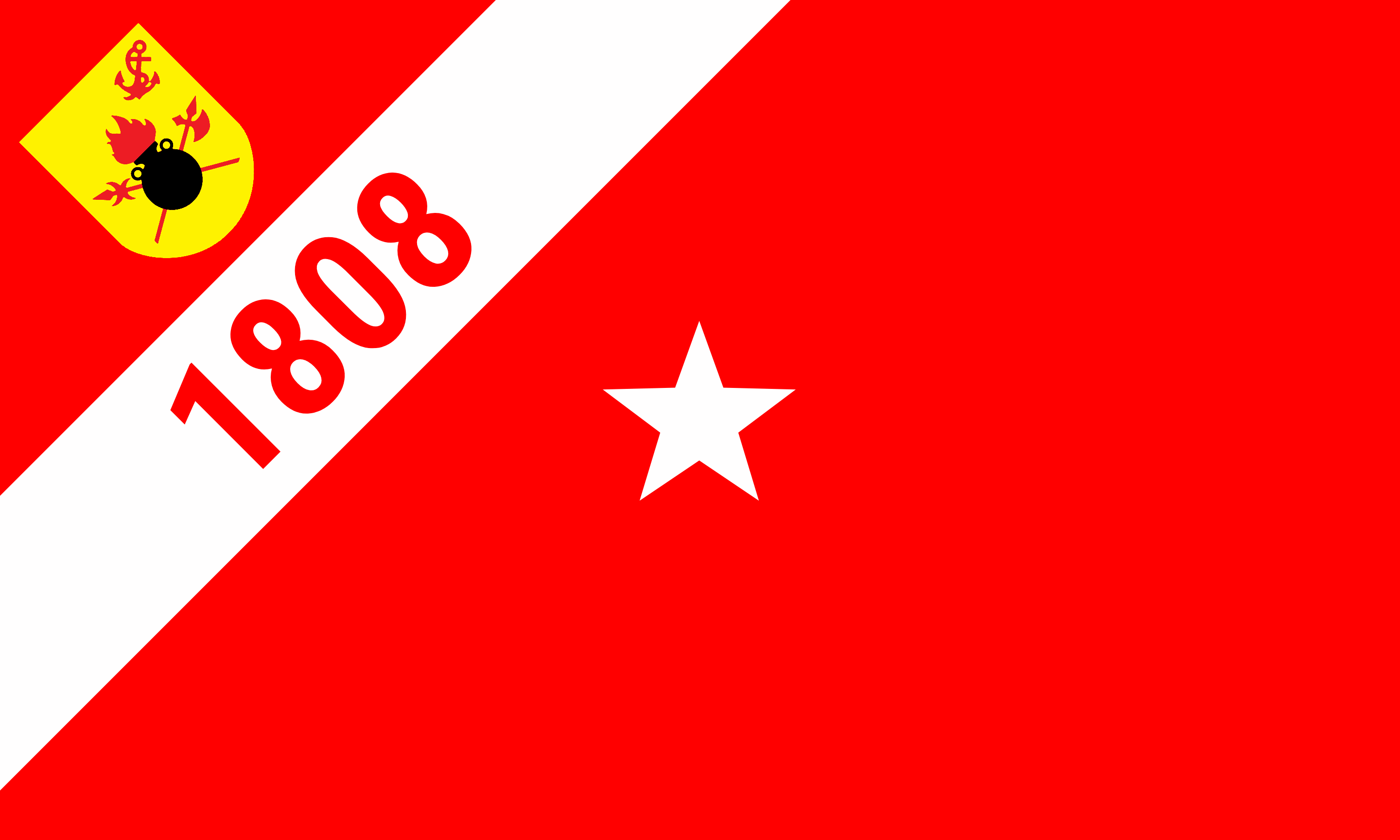
Прапор корпусу морських фузілерів Бразилії

Корпус морських фузілерів Бразилії (порт. Corpo de Fuzileiros Navais do Brasil) — військове з'єднання підпорядковане ВМС Бразилії. Самоназва — корпус морських фузилерів Бразилії. Виконує завдання з охорони військових об'єктів, висадки морських десантів та бере участь у сухопутних операціях.
Корпус засновано у 1808 р. Його попередник — Королівська морська бригада морської піхоти була заснована в Португалії 28 серпня 1797 статутом королеви Марії I. Вона перекинута до Ріо-де-Жанейро, 7 березня 1808, після того, як туди прибула португальська королівська сім'я. У 1809 р. Анадія Конде, тодішній міністр військово-морського флоту наказав бригаді зайняти фортецю Сан-Хосе, острова Зміїний, де морські піхотинці до сьогодні мають свою «Штаб-квартиру».
Колір парадного одягу військовослужбовців — червоний.
Самоназва — Фузілери (порт. Fuzileiros)

## Назва
Протягом багатьох років, Морська піхота отримала кілька назв: артилерійський батальйон Військово-морського флоту Ріо-де-Жанейро, артилерійського корпусу Військово-морського флоту, Військово-морський батальйон піхотного корпусу Військово-морського флоту, Морської полк і нарешті, з 1932 року, Корпус морської піхоти (CFN).
У 1950-х роках, КМП став складовою частиною військово-морського флоту, призначений для наземних операцій, в рамках більш широкої військово-морської кампанії.

## Історія
Після повернення короля Жуана VI до Португалії, один батальйон Королівського бригади морської піхоти залишився в Ріо-де-Жанейро. З тих пір, морські піхотинці були представлені у всіх важливих подіях в історії Бразилії, як в боротьбі за зміцнення незалежності, в походах та інших збройних конфліктах, у яких брала участь країна.
Під час Другої світової війни, загін морських піхотинців було перекинуто на острів Тринідад, щоб захиститися від можливого вторгнення підводних човнів противника, облаштовані пости на узбережжі.

## Завдання
Бразилія, незважаючи на досвід мирного співіснування в міжнародному співтоваристві, може бути примушена до участі в конфліктах, що відбуваються в різних куточках світу. Причина — загроза національним інтересам, зобов'язання перед міжнародними організаціями. На Корпус морської піхоти покладено завдання захищати інтереси Бразилії в різних куточках світу в двадцять першому столітті.

## Миротворчі місії
Морські піхотинці, як миротворці ООН, брали участь у врегулюванні конфліктів у таких країнах: Сальвадор, Боснії і Герцоговині, Гондурас, Мозамбік, Руанда, Перу, Ангола.